# آلیاژ آلومینیوم ۶۰۶۳
آلیاژ 6063 از سری آلیاژهای آلومینیوم ست که در آن منیزیم و سیلیسیم به عنوان عناصر اصلی آلیاژی به حساب می‌آیند. مقاومت به خوردگی و جلوه آنودایز بسیار خوب، قابلیت جوشکاری خوب و قابلیت ماشین کاری متوسط از خصوصیات این آلیاژ می‌باشد.
به صورت میله، لوله، مفتول، نرده، مقاطع اکسترودی و پروفیل در ساخت در و پنچره، قطعات ساختمانی، لوله آبیاری، لوازم آشپزخانه، ورق‌های آج‌دار برای پوشش سقف‌ها، سقف‌های کاذب و قطعات معماری اکسترودشده کف کامیون و تریلر استفاده می‌شود.

## خواص شیمیایی
ترکیبات شیمیایی آلیاژ ۶۰۶۳ غیر از آلومینیوم به شرح زیر است:
| آلیاژ           | عنصر(%)    |
| ۶۰۶۳            | عنصر(%)    |
| ۰٫۲–۰٫۶         | سیلیسیم    |
| ۰٫۴۵–۰٫۹        | منیزیم     |
| 0.1(Max)        | آهن        |
| 0.1(Max)        | مس         |
| 0.1(Max)        | منگنز      |
| 0.1(Max)        | کروم       |
| 0.1(Max)        | روی        |
| 0.1(Max)        | تیتانیم    |
| 0.15(Max) total | بقیه عناصر |

## ویژگی‌های مکانیکی
آلیاژهای خانواده 6XXX مانند آلیاژ آلومینیوم ۶۰۶۱ و آلیاژ آلومینیوم ۶۰۶۳ برای رسیدن به سختی مطلوب در حالت طبیعی سال‌ها زمان نیاز دارند و این با توجه به محدودیت زمان، عملاً امکان‌پذیر نیست. همچنین در برخی آلیاژهای آلومینیوم، عملیات "سختی در دمای طبیعی محیط" ممکن است با نگهداری پروفیل‌ها در دمای -۱۸ یا پایین‌تر متوقف گردد تا فرصت فرم دادن و غیره از دست نرود.
آنچه بیش از هر چیز باید مورد توجه ما قرار گیرد این است که کاربرد پروفیل آلومینیوم ما چه ویژگیهایی را در مبحث سختی طلب می‌کند. بیشترین و متعارف‌ترین آلیاژ در صنایع مختلف از بین هفت گروه آلیاژهای آلومینیوم، خانواده 6xxx می‌باشد که روش معمول در عملیات حرارتی این مقاطع، بین ۱۷۵ تا ۲۰۰ درجه سیلیسیوس دمای کوره در مدت زمان ۸ ساعت می‌باشد. البته از نوع مقطع و ضخامت پروفیل‌ها و همچنین دمای زمان تولید نیز نباید غافل شد.
خواص مکانیکی آلومینیوم ۶۰۶۳ تا حد زیادی به عملیات بازپخت (Tempering) مواد بستگی دارد.

### 6063-O
در عملیات حرارتی بازگشت دهی آلیاژ 6063-O حداکثر مقاومت کششی (Mpa 130 (psi 19.000 است و حداکثر استحکام تسلیم آن تعریف نشده‌است. این آلیاژ می‌تواند (کشش قبل از شکست نهایی) به میزان ۱۸ درصد طول خود افزایش طول پیدا کند.

### 6063-T1

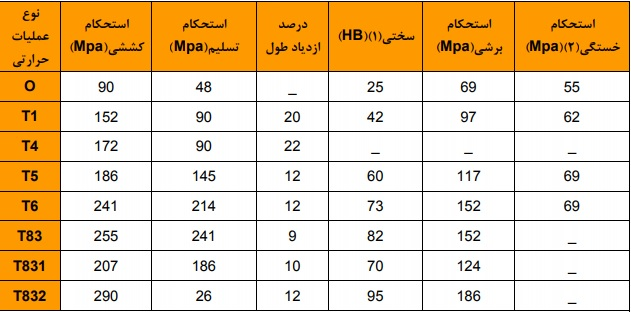

آلیاژ 6063-T1 دارای استحکام کششی نهایی حداقل (Mpa 120 (psi 17,000 و استحکام تسلیم (Mpa 62 (psi 9,000 در ضخامت بیشتر از ۱۳ میلی‌متر می‌باشد و در ضخامت بین ۱۳ تا 25 mm استحکام کششی نهایی حداقل (Mpa 110 (psi 16,000 و استحکام تسلیم (Mpa 55 (psi 8,000 می‌باشد. همچنین در حدود ۱۲ درصد افزایش طول شکست دارد.

### 6063-T5
آلیاژ 6063-T5 دارای استحکام کششی نهایی حداقل (Mpa 140 (psi 20,000 و استحکام تسلیم (Mpa 97 (psi 14,000 در ضخامت بیشتر از ۱۳ میلی‌متر (۰٫۵ اینچ) می‌باشد و در ضخامت بالای ۱۳ میلی‌متر استحکام کششی نهایی حداقل (Mpa 130 (psi 19,000 و استحکام تسلیم (Mpa 90 (psi 13,000 می‌باشد. همچنین در حدود ۸ درصد افزایش طول شکست دارد.

### 6063-T6
آلیاژ 6063-T6 دارای استحکام کششی نهایی حداقل (Mpa 190 (psi 28,000 و استحکام تسلیم (Mpa 160 (psi 23,000 می‌باشد. در ضخامت ۳٫۱۵ میلی‌متر و کمتر از آن حداقل ۸٪ افزایش طول شکست دارد و در بخش‌های ضخیم‌تر به ۱۰٪ نیز می‌رسد.

## خواص فیزیکی
خواص فیزیکی انواع آلیاژ آلومینیوم ۶۰۶۳ به صورت زیر است:
| نوع عملیات حرارتی | مدول الاستیک کششی (GPa) | مدول الاستیک برشی (GPa) | حد جامد (C°) | حد مذاب (C°) | گرمای ویژه (J.kg.k) | ضریب انبساط حرارتی خطی در دمای ۲۰–۱۰۰ درجه سانتی‌گراد (μm.m.k) | چگالی (g.cm) | مقاومت الکتریکی (nΩm) | هدایت حرارتی (w.m.k) |
| 6063-O            | ۶۸٫۳                    | ۲۵٫۸                    | ۶۱۵          | ۶۵۵          | ۹۰۰                 | ۲۳٫۴                                                          | ۲٫۶۹         | ۳۰                    | ۱۲۶                  |
| 6063-T1           | ۶۸٫۳                    | ۲۵٫۸                    | ۶۱۵          | ۶۵۵          | ۹۰۰                 | ۲۳٫۴                                                          | ۲٫۶۹         | ۳۵                    | ۱۱۲                  |
| 6063-T5           | ۶۸٫۳                    | ۲۵٫۸                    | ۶۱۵          | ۶۵۵          | ۹۰۰                 | ۲۳٫۴                                                          | ۲٫۶۹         | ۳۲                    | ۱۲۱                  |
| 6063-T6,T83       | ۶۸٫۳                    | ۲۵٫۸                    | ۶۱۵          | ۶۵۵          | ۹۰۰                 | ۲۳٫۴                                                          | ۲٫۶۹         | ۳۳                    | ۱۱۶                  |

## کاربردها
آلیاژ ۶۰۶۳ آلومینیوم را می‌توان یکی از پرکاربردترین انواع آلیاژهای آلومینیوم دانست.
این آلیاژ پر طرفدارترین آلیاژ آلومینیوم در تولید پروفیل آلومینیوم و اکسترود آلومینیوم است.
آلیاژ ۶۰۶۳ دارای نرخ اسکترود پذیری بالاتری هستند که امکان تولید اشکال خیلی پیچیده را ایجاد می‌کنند. اکسترود پذیری عامل بسیار مهمی است که با بالاترین سرعت اکستروژن تعیین می‌شود و بر هزینه‌ها و بازدهی فرایند اکستروژن تأثیر دارد.
قابلیت جوشکاری خوب، مقاومت به خوردگی و جلوه آنودایز بسیار خوب و قابلیت ماشین کاری متوسط از خصوصیات این آلیاژ است.
به صورت مفتول، میله، لوله، نرده، مقاطع اکسترودی یا پروفیل آلومینیوم در ساخت در و پنجره، قطعات ساختمانی، لوازم آشپزخانه، لوله‌های آبیاری، ورق‌های آجدار برای پوشش سقف‌ها، قطعات معماری اکسترود شده و سقف‌های کاذب، کف کامیون و تریلر استفاده می‌شود. همچنین این فلز کاربردهای زیر را نیز دارا می‌باشد.
- کاربردهای ساختمانی
- رادیاتورها و سیستم خنک‌کننده خودرو

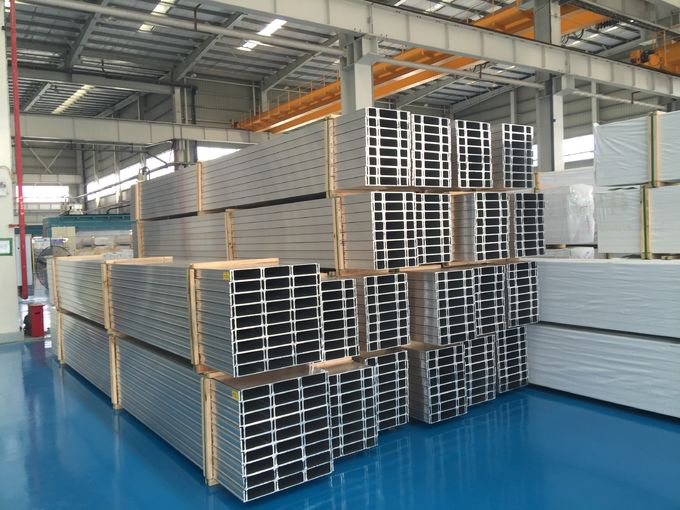
پروفیل‌های اکستروژن آلومینیوم 6063 T6

- مبلمان
- نرده و پنجره‌های شناور
- ساخت خودروهای باربری و تریلرها
- کاربردهای پنوماتیک
- لوله‌های آبیاری
- پروفیل‌های اکستروژن آلومینیوم 6063 T6در و پنجره و نمای ساختمانی
- هیت سینک

## فلزات مشابه
آلومینیوم‌های روبرو دارای خواص مشابهی با آلیاژ آلومینیوم ۶۰۶۳ می‌باشند:
- AMS 4156
- ASTM B221، ASTM B241، ASTM B491، ASTM B483، ASTM B210، ASTM B241، ASTM B345 و ASTM B429
- MIL-P-25995
- QQ-A-200/9
- ASME SB221، ASME SB241 و ASME SB210